# Bitwa o Madagaskar
Bitwa o Madagaskar – kampania wojenna o Madagaskar w czasie II wojny światowej stoczona w 1942 r. pomiędzy siłami alianckimi, a wojskami Francji Vichy przeprowadzona pod kryptonimem: operacja Ironclad w fazie pierwszej, a w drugiej fazie operacja Stream.

## Geneza
Po ataku Niemiec na Francję i kapitulacji wojsk francuskich, w 1941 roku powstał w Londynie Komitet Wolnej Francji pod przewodnictwem gen. Charles’a de Gaulle’a. Z kolei w południowej części Francji utworzono marionetkowe państwo, tzw. Francję Vichy, kierowane przez marszałka Philippe’a Pétaina. Gubernatorzy francuskich kolonii opowiadali się za jedną lub drugą stroną. Gubernator Madagaskaru wybrał wierność Francji Vichy. Na początku 1942 roku alianci zaczęli się obawiać, że porty na wyspie mogą być użyte przez niemieckie lub japońskie siły morskie, szczególnie okręty podwodne, jako bazy do atakowania okrętów alianckich i przecięcia linii komunikacyjnych. W tym okresie brytyjskie wojska na Środkowym Wschodzie były zaopatrywane i wzmacniane przez konwoje pływające drogą koło Przylądka Dobrej Nadziei. W marcu 1942 roku japońskie lotniskowce przeprowadziły rajd na wody Oceanu Indyjskiego, zatapiając wiele statków. W tej sytuacji alianci opracowali plan lądowania i opanowania Madagaskaru pod kryptonimem Operacja „Ironclad”. Miało to trwać 6 tygodni. Pierwsze pomysły zajęcia wyspy pojawiły się wprawdzie już w listopadzie 1941 roku, ale szybko zostały odłożone przez brytyjskie dowództwo. Desant miały wspierać i osłaniać z morza okręty alianckie zorganizowane w Force H. Skoncentrowały się one w porcie w Durbanie.

## Ordre de Bataille

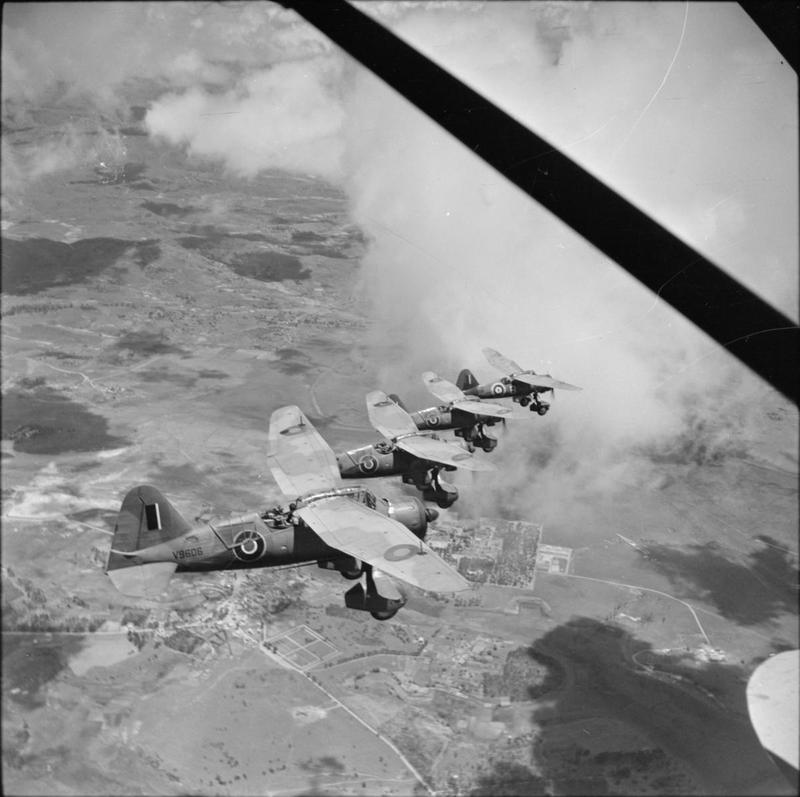
Westland Lysander w locie nad Madagaskarem

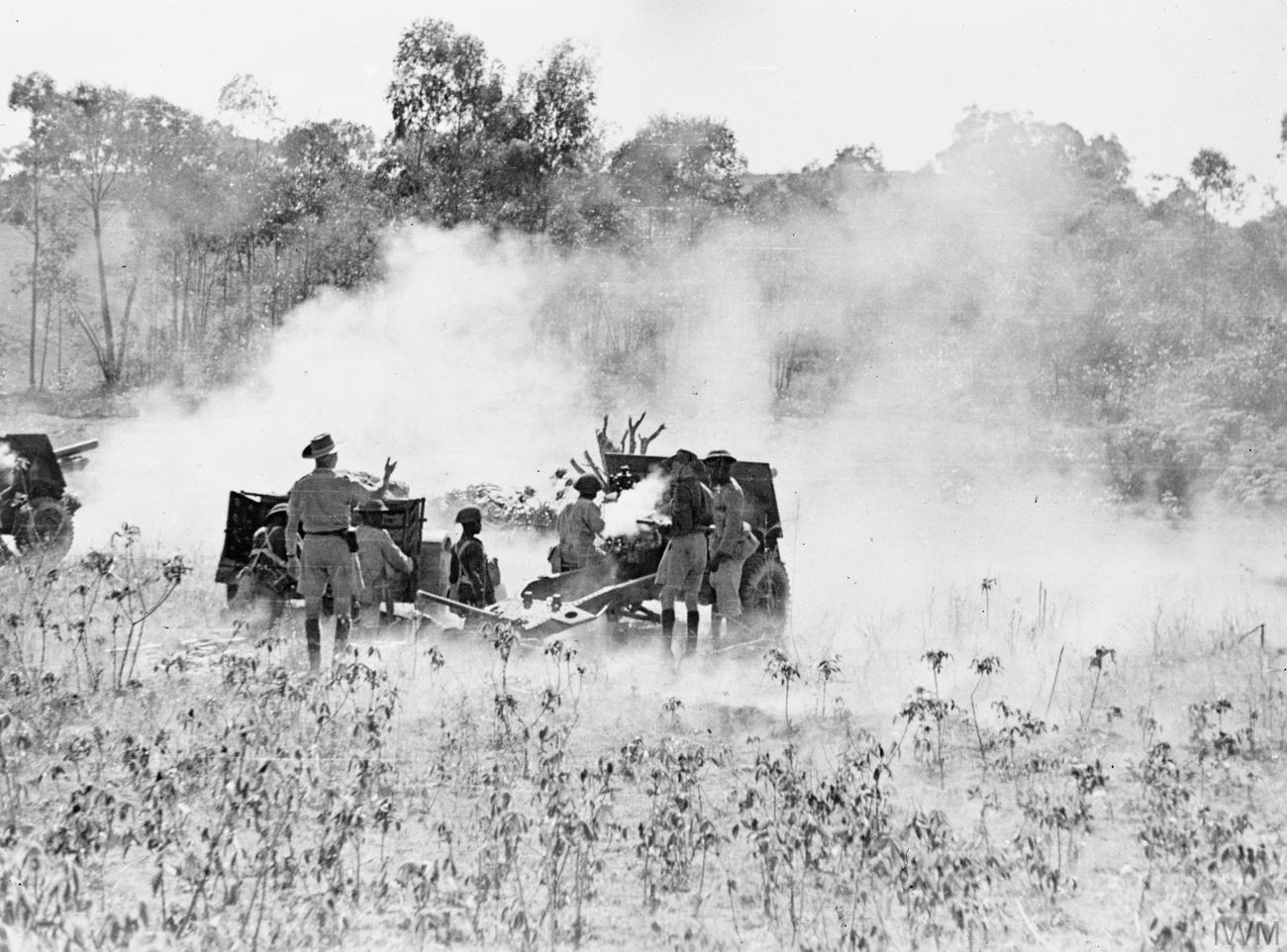
Brytyjska artyleria ostrzeliwująca cele w pobliżu Ambositra, wrzesień 1942

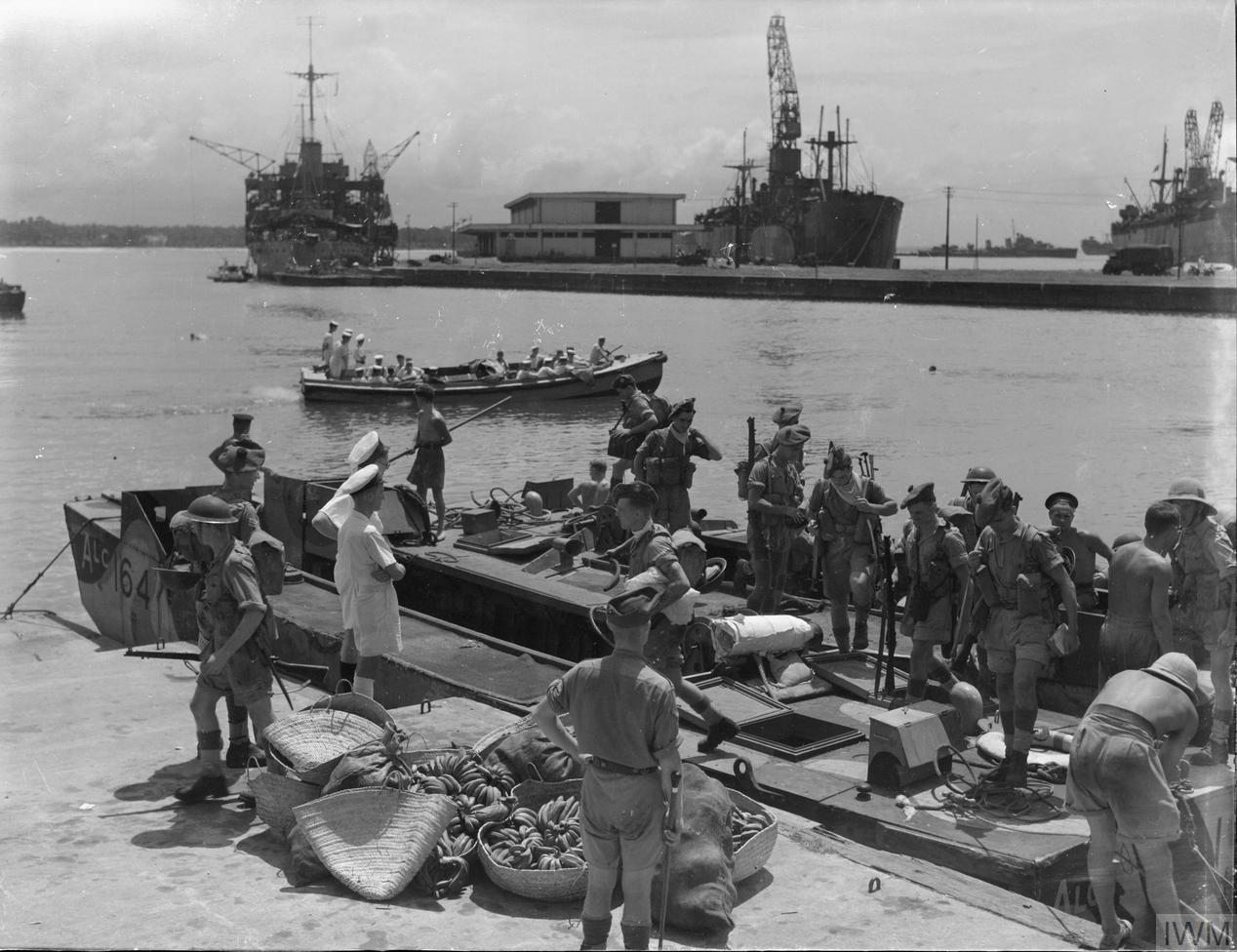
Aliancki LCA w porcie Tamatave

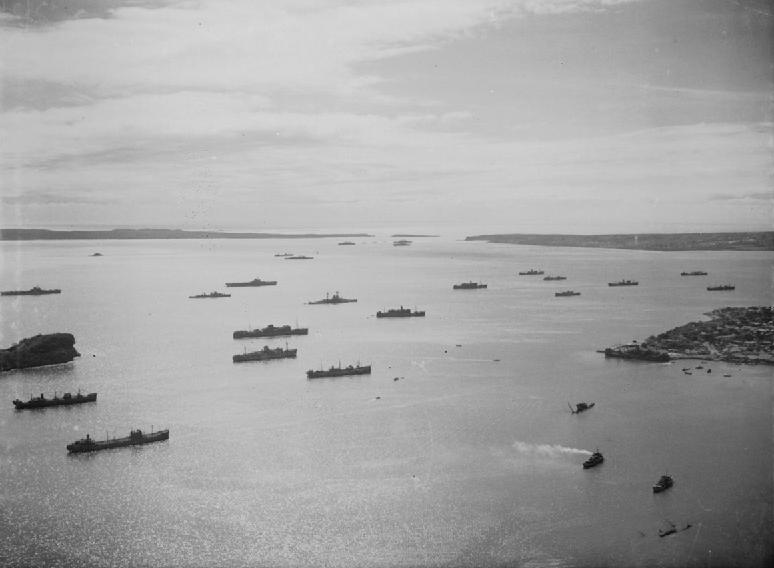
Aliancka flota u wejścia do portu Diégo Suarez

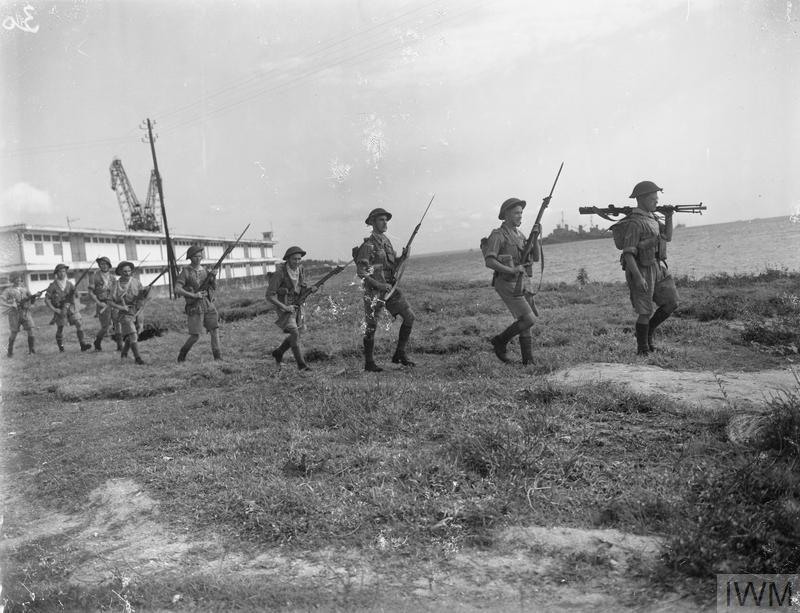
Żołnierze brytyjscy po wylądowaniu na Madagaskarze

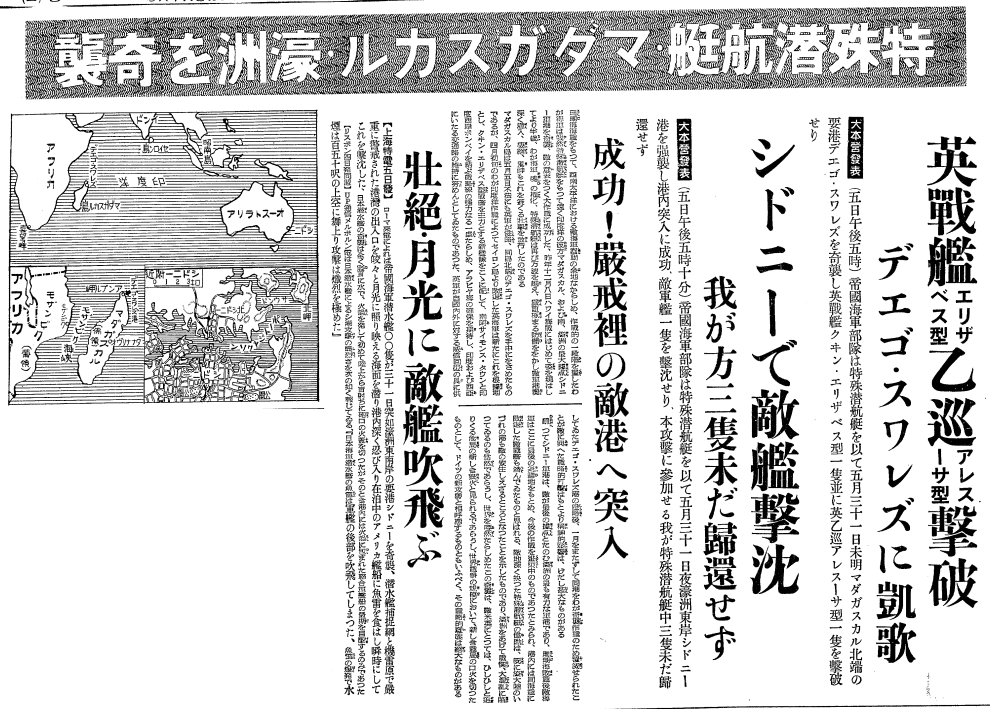
Artykuł o japońskich atakach na port w Sydney i Diego Suarez

- Alianckie siły lądowe – d-ca gen. mjr Robert Sturges
  - brytyjska 29 Samodzielna Brygada Piechoty – d-ca brygadier Francis Festing
    - 2 Pułk South Lancashire
    - 2 Pułk East Lancashire
    - 1 Royal Scots Fusiliers
    - 2 Royal Welch Fusiliers
    - 455 Królewska Bateria Lekkiej Artylerii
    - 236 Królewska Kompania Saperów
    - kompania karabinów maszynowych

  - brytyjska 17 Brygadowa Grupa Piechoty ze składu 5 Dywizji Piechoty – brygadier Gerald Tarleton
    - 2 Royal Scots Fusiliers
    - 2 Pułk Northamptonshire
    - 6 Seaforth Highlanders
    - 9 Królewski Pułk Artylerii Polowej
    - 38 Królewska Kompania Saperów
    - szwadron czołgów (6 średnich i 6 lekkich czołgów)
    - No.5 Commando

  - brytyjska 13 Brygada Piechoty ze składu 5 Dywizji Piechoty
    - 2 Pułk Cameronians
    - 2 Royal Inniskilling Fusiliers
    - 2 Pułk Wiltshire
    - 5 Pułk Essex

  - 22 Wschodnioafrykańska Grupa Bojowa (przybyła 8 czerwca) – d-ca brygadier William Alfred Dimoline
    - 1. kompania 1 Kings African Rifles
    - 5 Kings African Rifles
    - 1. kompania 6 Kings African Rifles
    - 56 Bateria Artylerii Polowej
    - 9 Pułk Artylerii Polowej

  - 7 Południowoafrykańska Brygada Zmotoryzowana (przybyła 24 czerwca) – brygadier Senescal
    - 1 Pułk City
    - Pułk Pretoria
    - Pretoria Highlanders
    - 1 Oddział Samochodów Pancernych
    - 6 Pułk Artylerii Polowej
    - 88 Kompania Saperów

  - 27 Rodezyjska Brygada Piechoty (przybyła 8 sierpnia)
    - 2 Pułk Northern Rhodesia
    - 3 Pułk Northern Rhodesia
    - 4 Pułk Northern Rhodesia
    - 55 Bateria Lekkiej Artylerii
    - 57 Bateria Artylerii Polowej
- Brytyjskie siły lotnicze:
  - 881 Dywizjon FAA na lotniskowcu „Illustrious” (12 myśliwców Grumman Martlett IIIs)
  - 882 Dywizjon FAA na lotniskowcu „Illustrious” (8 myśliwców Grumman Martlet i 1 Fairey Fulmar NFI[4])
  - 810 i 829 Dywizjony FAA na lotniskowcu „Illustrious” (20 bombowców Fairey Swordfish)
  - 800 Dywizjon FAA na lotniskowcu „Indomitable” (8 myśliwców Fairey Fulmar)[4]
  - 806B Dywizjon FAA na lotniskowcu „Indomitable” (4 myśliwce Fairey Fulmar)[4]
  - 880 Dywizjon FAA na lotniskowcu „Indomitable” (6 myśliwców Hawker Sea Hurricane)
  - 827 i 831 Dywizjony FAA na lotniskowcu „Indomitable” (24 bombowce Fairey Albacore)
  - 795 Dywizjon FAA (baza Majunga, od września 1942) (myśliwce Fairey Fulmar)[4]
  - 796 Dywizjon FAA (baza Majunga, od września 1942) (bombowce Fairey Albacore)[4]
  - 443 Army Co-op. Flight (6 samolotów współpracy z armią Westland Lysander)
  - Południowoafrykański No.32 Flight (5 bombowców dalekiego zasięgu Martin A-22 Maryland)
  - Południowoafrykański No.36 Flight (6 bombowców Bristol Beaufort)
  - Południowoafrykański No.37 Flight (1 bombowiec dalekiego zasięgu Martin A-22 Maryland i 5 bombowców Bristol Beaufort)
- Alianckie siły morskie (Force H) – d-ca adm. Edward Neville Syfret:
  - pancernik HMS „Ramillies”
  - lotniskowce HMS „Illustrious” i „Indomitable”
  - krążowniki HMS „Hermione” i HMS „Devonshire”(inne języki)
  - niszczyciele HMS „Active”(inne języki), HMS „Anthony”(inne języki), HMS „Duncan”, HMS „Inconstant”, HMS „Javelin”, HMS „Laforey”(inne języki), HMS „Lightning”(inne języki), HMS „Lookout”(inne języki), HMS „Pakenham”, HMS „Paladin”, HMS „Panther”(inne języki), HMAS „Nizam”, HMAS „Norman”
  - korwety HMS „Freesia” (K43)(inne języki), HMS „Auricula”, HMS „Nigella”, HMS „Fritillary”, HMS „Genista”(inne języki), HMS „Cyclamen”, HMS „Thyme”, HMS „Jasmine”
  - trałowce HMS „Cromer”, HMS „Poole”, HMS „Romney”, HMS „Cromarty”
  - okręty „specjalnego przeznaczenia” HMS „Derwentdale” (przystosowany do desantowania pojazdów i czołgów), HMS „Bachaquero” (przystosowany do desantowania czołgów)
  - okręty desantowe HMS „Oronsay”, HMS „Duchess of Atholl”, HMS „Franconia”
  - statek szpitalny HMS „Atlantis”
  - transportowce (w tym polski „MS Sobieski”) i statki zaopatrzeniowe

- Siły lądowe Francji Vichy – d-ca gen. Armand Léon Annet
  - 8 baterii artylerii nadbrzeżnej
  - zachodnie wybrzeże – batalion z Régiment Mixte Malgache w Mahajandze, dwie kompanie z Régiment Mixte Malgache w Ambanja, dwa plutony rezerwistów i ochotników w Nossi-Bé
  - wschodnie wybrzeże – batalion z Régiment Mixte Malgache i sekcja artylerii (działa 65 mm) w Tamatave, kompania z Régiment Mixte Malgache w Brickaville
  - wewnątrz Madagaskaru – trzy bataliony z Régiment Mixte Malgache, zmotoryzowany oddział rozpoznawczy, sekcja artylerii (działa 65 mm), 1 kompania saperów w Tananarive, kompania z Régiment Mixte Malgache w Mevatanana, kompania w Fianarantsoa
  - południowa część Madagaskaru – kompania w Fort Dauphin, kompania w Tuléar, kilka czołgów wolnobieżnych Renault FT-17, w tym co najmniej 1 w wersji FT-17 BS

Łącznie liczyły ok. 9,5–11 tys. żołnierzy, w tym ok. 1,5–3 tys. w rejonie Diégo Suarez i ok. 8 tys. wewnątrz wyspy (ok. 75% żołnierzy było pochodzenia tubylczego)
- Siły lotnicze Francji Vichy (Groupe Aérien Mixte) – d-ca płk Leonetti
  - 565 Eskadra Myśliwska – 17 samolotów Morane-Saulnier MS.406 bazujących na lotnisku Ivato-Tananarive
  - 555 Eskadra Bombowa – 10 samolotów Potez 63.11 bazujących na lotnisku Ivato-Tananarive
  - wydzielony oddział lotniczy w Diégo Arrachart – d-ca por. Rossigneux (kilka MS.406 i Potezów 63.11 oraz kilka Potezów 25TOE i Potez 29)
- Siły morskie Francji Vichy:
  - 2 uzbrojone statki handlowe
  - 2 awiza
  - 5 okrętów podwodnych, w tym „Bévéziers”, „Le Héros”, „Monge”
- Japońskie siły morskie:
  - 4 okręty podwodne – I-10, I-16, I-18, I-20 oraz 2 miniaturowe okręty podwodne M-16b i M-20b

## Działania lądowe

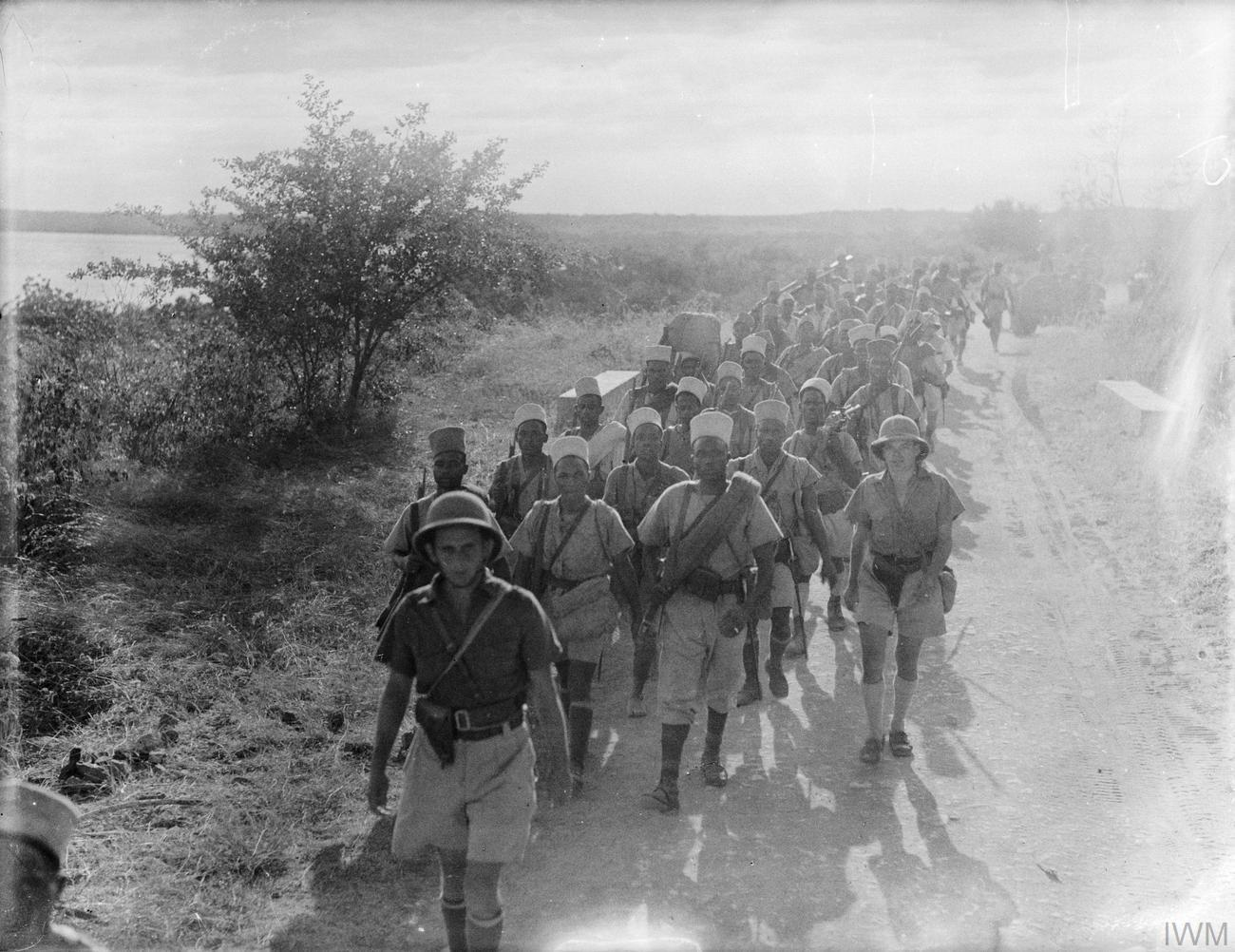
Jeńcy francuscy po zajęciu Diégo Suarez

Alianckie siły inwazyjne przybyły 25 kwietnia 1942 r. na wody w pobliżu północnej części Madagaskaru. Spodziewano się kapitulacji francuskich wojsk Vichy, ale nie doszło do tego. Rankiem 5 maja w Courrier Bay i Ambararata Bay na zachód Diégo Suarez na północnym krańcu Madagaskaru wylądowały brytyjskie 17 Grupa Brygadowa Piechoty, 13 Brygada Piechoty, 29 Brygada Piechoty, poprzedzane przez komandosów z No. 5 Commando. Wspierały je samoloty z lotniskowców, atakujące francuskie okręty Vichy, a także ostrzał pozycji lądowych z dział pancernika HMS „Ramillies”. Siły inwazyjne skierowały się w kierunku strategicznego miasta i portu Diégo Suarez, miasta Antsirane i bazy lotniczej Arrachart. Zaatakowały je francuskie myśliwce i bombowce, ale zostały szybko przegonione na południe. Baza lotnicza Arrachart została zneutralizowana (zniszczono tam na lotnisku 23 samoloty). Przy porcie w Diégo Suarez zostali wysadzeni na ląd z jednego z niszczycieli Royal Marines, przełamując następnie obronę miasta. Ostatecznie po 3 dniach siły francuskie na północy Madagaskaru poddały się. W porcie w Diégo Suarez znajdowały się zatopiony francuski awizo i uszkodzony statek handlowy. Wojska alianckie poniosły tam największe straty w całej kampanii, sięgające 500 żołnierzy zabitych i rannych oraz 5 zestrzelonych samolotów.
Do końca kampanii na Madagaskarze do zdobytego portu napływało zaopatrzenie dla alianckich wojsk. 22 czerwca na wyspę przybyły nowe uzupełnienia dla wojsk alianckich w postaci 22 Wschodnioafrykańskiej Grupy Bojowej, a w kolejnych tygodniach 7 Południowoafrykańskiej Brygady Zmotoryzowanej i 27 Rodezyjskiej Brygady Piechoty. Przez następne miesiące trwały jedynie niewielkie starcia pomiędzy obiema stronami.
Druga faza operacji na Madagaskarze rozpoczęła się 10 września, kiedy brytyjska 29 Brygada Piechoty i 22 Wschodnioafrykańska Grupa Brygadowa przeprowadziły lądowanie w porcie w Mahajandze w północno-zachodniej części wyspy, gdzie zaopatrywały się japońskie okręty podwodne, zaś 18 września w Tamatave. Do końca miesiąca siły alianckie zajęły stolicę Madagaskaru Tananarive i miasto Ambalavao, napotykając jedynie nieduży opór francuskich wojsk Vichy. 30 września doszło do kolejnego lądowania w rejonie Tulear i Fort Dauphin na południu wyspy, po którym dowództwo alianckie ogłosiło zwycięskie zakończenie kampanii na Madagaskarze. Jednakże w głębi wyspy pozostały jeszcze spore siły Vichy na czele z gen. A. L. Annetem. 18 października na jego rozkaz rozpoczęły one działania ofensywne, ale szybko zakończyły się one niepowodzeniem. W tej sytuacji Francuzi poddali się 5 listopada w okolicy miejscowości Ilhosy na południu Madagaskaru.

## Działania morskie

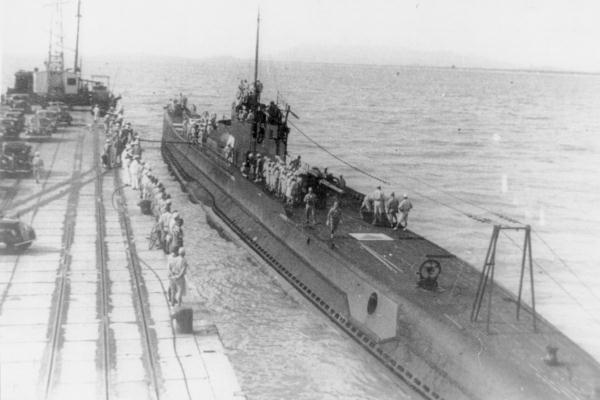
Japoński okręt podwodny I-10

Pierwszego dnia kampanii, tj. 5 maja 1942 r., wpadła na minę korweta HMS „Auricula” z zespołu morskiego osłaniającego desant w rejonie Diégo Suarez. Z powodu dużych uszkodzeń następnego dnia zatonęła. 5 maja na wodach koło portu w Diégo Suarez został też wykryty francuski okręt podwodny Vichy „Bévéziers”. Został on następnie zaatakowany i zatopiony przez samoloty torpedowo-bombowe Swordfish i Albacore z lotniskowca HMS „Illustrious”. 7 maja alianci wykryli drugi francuski okręt podwodny „Le Héros”. Zaatakowały go samoloty Fairey Swordfish z lotniskowca „Illustrious”, uszkadzając poważnie. W rezultacie po pewnym czasie załoga opuściła okręt podwodny. Z kolei 8 maja francuski okręt podwodny „Monge” przeprowadził nieudany atak torpedowy na lotniskowiec HMS „Indomitable”. W odpowiedzi stał się on obiektem ataku ze strony niszczycieli HMS „Panther” i HMS „Active”, które zatopiły go.

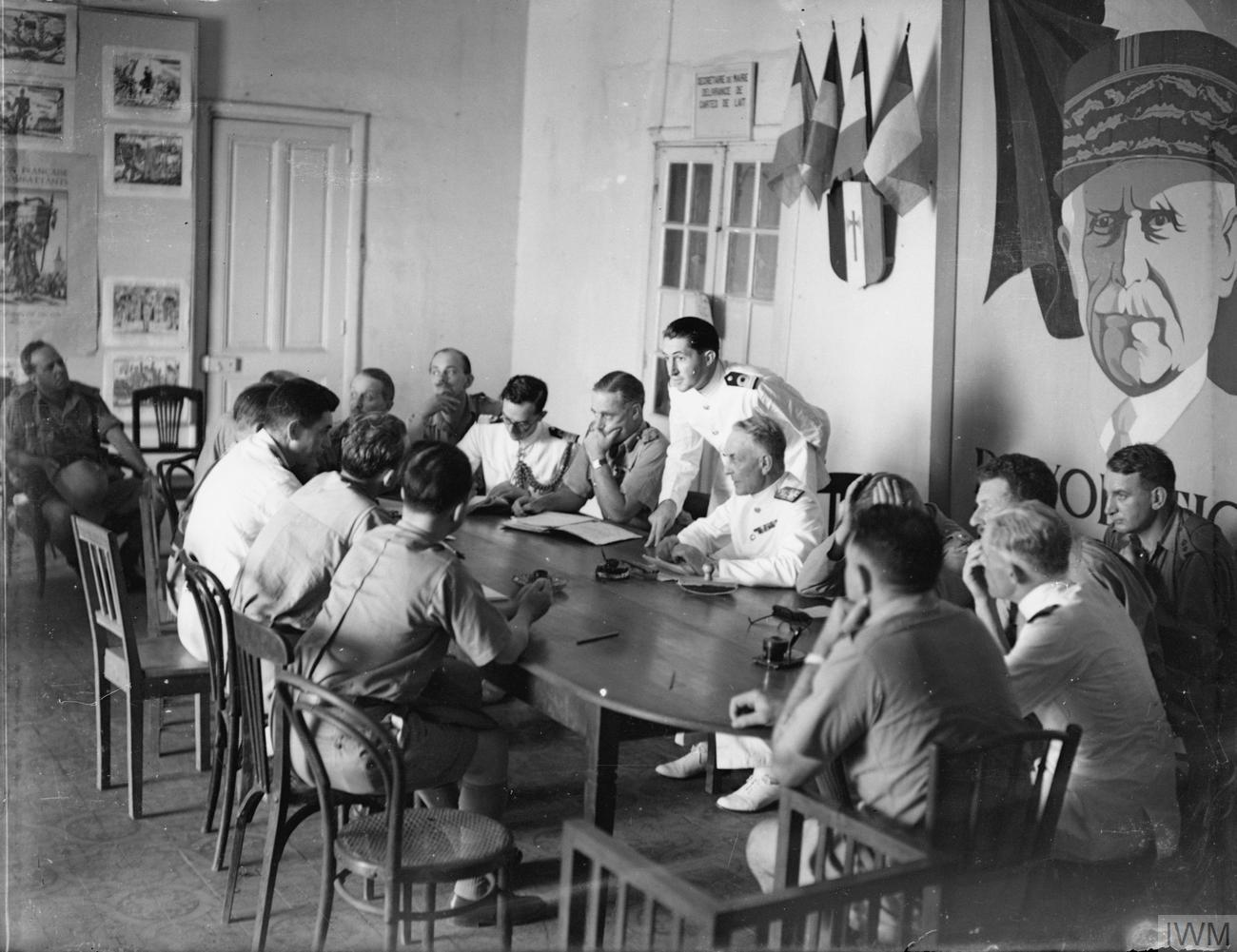
Rozmowy w sprawie kapitulacji

29 maja na wody wokół Madagaskaru przybyły japońskie okręty podwodne I-10, I-16 i I-20. Następnego dnia I-16 i I-20 wypuściły miniaturowe łodzie podwodne M-16b i M-20b, aby spenetrować port w Diégo Suarez. Samolot patrolowy z I-10 wykrył w porcie w Diégo Suarez pancernik HMS „Ramillies”, który w tej sytuacji wypłynął na otwarte wody. Tam I-16 i I-20 wypuściły w jego stronę 2 torpedy, będąc jednocześnie obiektem ataku ze strony 2 alianckich korwet. Jedna z torped trafiła, poważnie uszkadzając aliancki okręt. W rezultacie został on odesłany do naprawy do portu w Durbanie. Jeszcze tego samego dnia I-16 storpedował i zatopił tankowiec „British Loyalty”. 31 maja załoga miniaturowego okrętu podwodnego M-20b była zmuszona ją opuścić w rejonie Nosy Antalikely i zejść na ląd. 2 czerwca zostali jednak zabici w potyczce z oddziałem brytyjskich żołnierzy. Natomiast drugi okręt podwodny M-16b został przez Japończyków uznany za zaginiony. 1 czerwca do Madagaskaru dotarł ostatni japoński okręt podwodny I-18 wraz z miniaturową łodzią podwodną M-18b. Jednakże jego działania nie przyniosły żadnych rezultatów. Kilka dni później japońskie okręty podwodne opuściły wody Madagaskaru.

## Epilog

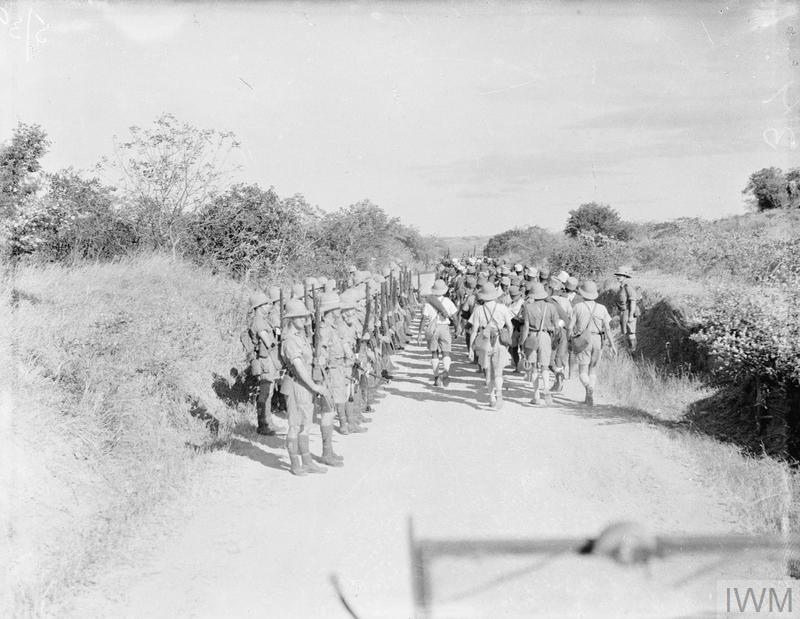
Poddający się francuscy żołnierze podczas bitwy o Madagaskar.

Kampania na Madagaskarze trwała ostatecznie nie 6 tygodni, a 6 miesięcy z powodu złych warunków klimatycznych, chorób tropikalnych, jak malaria i ciężkiego terenu, a także trwania w oporze głównodowodzącego francuskich sił Vichy. Po zajęciu Madagaskaru jego nowym gubernatorem z ramienia Wolnych Francuzów został gen. Paul Legentilhomme. Doświadczenia zdobyte przez aliantów podczas lądowań w różnych częściach wyspy zostały później wykorzystane przy operacji „Torch”, czyli desancie w północnej Afryce na początku listopada 1942 r.